# Hričovské Podhradie
Hričovské Podhradie – wieś (obec) na Słowacji położona w kraju żylińskim, w okręgu Żylina.

## Położenie
Wieś leży na lewym skraju doliny Wagu, u północnych podnóży Sulowskich Wierchów. Zabudowania ulokowały się w większości w dolince niewielkiego cieku wodnego zwanego Závdský potok, uchodzącego niżej do Wagu. Przez dolną część wsi biegnie droga krajowa nr 61, a przy jej północnym krańcu przebiega autostrada D1.

## Historia
Pierwsze wzmianki o miejscowości pochodzą z roku 1265. Nazwa związana jest z faktem, iż wieś rozwijała się początkowo jako osada służebna zamku Hričov, którego ruiny wznoszą się na skalistym grzbiecie ok. 1,5 km na południe od centrum wsi.

## Demografia
Według danych z dnia 31 grudnia 2010, wieś zamieszkiwały 382 osoby, w tym 191 kobiet i 191 mężczyzn.
W 2001 roku rozkład populacji względem narodowości i przynależności etnicznej wyglądał następująco:
- Słowacy – 99,22%
- Czesi – 0,26%
- Morawianie – 0,26%
- Rusini – 0,26%